# Клініка (телесеріал)
«Клініка» (англ. Scrubs) — американський драматичний ситком, який розповідає про навчання, роботу та життя молодих лікарів. Серіал був створений Біллом Лоуренсом і спродюсований телекомпанією «Touchstone Television». Незважаючи на приналежність серіалу до жанру комедії, поряд зі смішними в ньому присутні і серйозні, драматичні моменти і сцени.
Прем'єра серіалу відбулася 2 жовтня 2001 року на каналі «NBC». Серіал був знятий з етеру у 2010 році. Всього знято 181 епізод.
В Україні серіал транслюється телеканалами «К1», «ICTV», «СТБ», «Квартал TV», «Comedy Central Україна» та «Новим каналом».

## Опис
Серіал присвячений життю та кар'єрі молодих лікарів Джона Доріана (Зак Брафф) та його друга Крістофера Терка, які на початку серіалу тільки-но закінчили навчання, і вийшли на роботу в клініку «Святе серце» (англ. «Sacred Heart») як інтерни. У лікарні вони знаходять нових друзів і нові труднощі як професійного, так і особистого плану, які їм необхідно подолати. Крім того в серіалі значне місце приділяється трьом любовним лініям: Терка і Карли, Перрі Кокса і Джордан, а також, так чи інакше, проявляються відносин Джей Ді та Елліот Рід (Сара Чок).
Усі головні герої серіалу (за винятком Прибиральника і адвоката Теда) мають пряме відношення до медицини.
Розповідь (за винятком деяких серій) ведеться від імені Джона Доріана, який описує ситуацію що склалася в епізоді та робить різні висновки, а в кінці серії підводить її підсумок. Також дуже часто для створення комічного ефекту, глядачі бачать як Джей Ді уявляє собі різні можливі ситуації.
На відміну від більшості ситуаційних комедій «Клініка» знімається (за окремими винятками) за допомогою однієї камери і за відсутності глядачів.
Медичні випадки, показані в серіалі, засновані на реальних історіях хвороби. Лікарів, які надсилали авторам телешоу свої «кейси», Лоуренс указував у титрах: наприклад, у пілотному епізоді це — доктори Джонатан Доріс, Доллі Клок, Кріс і Лорел Джордж, Джон Терк та Джон Моріно.

## Ролі та персонажі
Протягом перших восьми сезонів у серіалі було представлено сім головних акторів, а численні інші персонажі повторювалися протягом усього серіалу. Починаючи з дев'ятого сезону, багато головних акторів залишилися як звичайні персонажі, а до основного акторського складу було додано четверо нових героїв.
- Зак Брафф зображує Джона Майкла «Джей Ді» Доріана, головного героя та оповідача. Джей Ді — молодий лікар, який починає як інтерн. Його озвучення серіалу випливає з його внутрішніх думок і часто містить сюрреалістичні фантазійні перебивки. Джей Ді описує себе як «чуттєвий» насолоджуючись альтернативною акустичною музикою та обожнюючи обійми. Протягом серіалу, Джей Ді просувається в лавах лікарні, перш ніж залишити Святе Серце, щоб стати керівником стажистів лікарні Сент-Вінсент. Згодом ненадовго повернувся, щоб стати викладачем Вінстонського університету. У Джей Ді є син від колишньої дівчини Кім Бріггс і дитина від дружини Елліот Рід.
- Сара Чок зображує Елліот Рід, ще одного інтерна, а пізніше приватного лікаря. Її стосунки з Джей Ді кілька разів у серіалі зображено романтичними і, зрештою, вони одружуються і народжують дитину. У міру просування сюжету серіалу, незважаючи на початкову неприязнь один до одного, вона стає подругою Карли. Елліот керується невротичним бажанням довести свою цінність своїй родині (в якій усі чоловіки є лікарями), своїм одноліткам та собі. Вона описується як надзвичайно обізнана у книгах і однаково приваблива. Хоча її соціальні можливості дещо відсутні, але соціальні навички розвиваються протягом сюжету.
- Дональд Фейсон зображує Крістофера Терка, хірурга і найкращого друга Джей Ді, який за час плину сюжету серіалу піднімається від інтерна до головного хірурга. Терк і Джей Ді були сусідами по кімнаті, коли вчились у коледжі Вільяма і Мері, а також у медичному університеті. Вони мають надзвичайно близькі стосунки. Терк дуже конкурентний, але завжди залишається лояльним. Протягом серіалу Терк облаштовує стосунки з Карлою: спочатку вони починають зустрічатися, потім одружуються і, врешті-решт, створюють разом сім'ю із двома дітьми. У дев'ятому сезоні він є викладачем Вінстонського університету, продовжуючи виконувати обов'язки головного хірурга.
- Ніл Флінн зображує «Прибиральника», «хранитель» лікарні. Інцидент у пілотному епізоді встановлює антагоністичні відносини між Джей Ді і ним, які зберігаються протягом усього серіалу. Він влаштовує образливі витівки щодо Джей Ді, хоча кілька разів показує, що у нього є хороша сторона. Справжнє ім'я Прибиральника згадується у фіналі восьмого сезону, коли він відкриває Джей Ді, що його звуть «Ґлен Метьюс». Водночас, після цього одкровення до нього звертається інший співробітник лікарні і називає його «Томмі», ставлячи під сумнів його раніше сказане ім'я. Згодом у Фейсбуці творець серіалу Білл Лоуренс запостив відеоролик, в якому було підтверджено, що «Ґлен Метьюс» — це справжнє ім'я «Прибиральника»[джерело?].
- Кен Дженкінс зображує Боба Келсо, головного лікаря Святого Серця протягом перших семи сезонів, після чого він йде на пенсію. Будучи головним лікарем, Келсо вважається егоїстичним, моторошним і підлим, що керується переважно результатами роботи лікарні, а не добробутом пацієнтів. Іноді припускається, що у нього є м'якша сторона, і що його підлість є засобом впоратися з роками важких рішень. Після виходу на пенсію у сьомому сезоні його стосунки з персоналом лікарні покращуються. Він стає постійним відвідувачем лікарняної кав'ярні, де має право на «довічний запас мафінів». Келсо одружений, має сина і регулярно коментує поганий стан шлюбу та діяльність сина-гея. У дев'ятому сезоні, після смерті дружини, Келсо стає викладачем Вінстонського університету разом з Джей Ді, Коксом і Терком.
- Джон Макгінлі зображує Перрі Кокса, лікаря, який у восьмому сезоні стає головним лікарем Святого Серця. Джей Ді вважає Кокса своїм наставником, незважаючи на те, що Кокс регулярно критикує його, ставиться зверхньо і називає жіночими іменами. Кокс часто зауважує, що це жорстоке поводження є невід'ємною умовою для підготовки до тяжкості лікарняного життя. У рідкісних випадках він висловлює занепокоєне, захоплення і навіть гордість за досягнення Джей Ді. Доктор Кокс присвячує себе добробуту пацієнтів і часто висловлює турботу про них, що призводить до частих суперечок з Бобом Келсо. У дев'ятому сезоні він працює професором Вінстонського університету, продовжуючи виконувати свої обов'язки головного лікаря.
- Джуді Реєс зображує Карлу Еспінозу, головну медсестру лікарні. Карла — впевнена, вперта і владна, але завжди турботлива. Вона виступає в ролі «мами» для інтернів підтримуючи їх і заступаючись за них, коли вони роблять помилки. Під час серіалу Терк встановлює стосунки з Карлою: спочатку вони починають зустрічатися, потім одружуються і, врешті-решт, створюють разом сім'ю. Вона дуже близька до Джей Ді, ласкаво називаючи його «Бембі». Згодом стає близькою подругою Елліот, незважаючи на початкову неприязнь.
- Кріста Міллер зображує Джордан Салліван, колишню дружину Перрі Кокса та членкиню Ради директорів Святого Серця. Батько Джордан, Квінн Салліван, був у Раді директорів, і вона успадкувала цю посаду після його смерті. Джордан зображується як саркастична, мстива і холодна; вона звинувачула у цьому своїх батьків, але згодом зізналася Елліот, що насправді батьки підтримували її і не були причиною такої поведінки. Дуже переймається щодо свого зовнішнього вигляду. Є постійною клієнткою пластичного хірурга; іноді так захоплюється процедурами, що її обличчя стає паралізованим від ботоксу.
- Еліза Куп зображує Деніз Магоні, інтерна лікарні Святого Серця у восьмому сезоні. Вона відверта і жорстоко чесна. У дев'ятому сезоні вона працює в новій лікарні Святого Серця, а також є студентським куратором та помічником викладача Вінстонського університету. Має романтичні стосунки зі студентом Дрю Саффіном.
- Керрі Біше зображує Люсі Беннетт, студентку Вінстонського університету. Вона є головною героїнею дев'ятого сезону, спочатку поділивши розповіді з Джей Ді, а згодом повністю бере все на себе. Вона, як і Джей Ді, також має сюрреалістичні фантазійні перебивки. Любить коней і має романтичні стосунки з однокурсником Коулом Аронсоном.
- Майкл Мослі зображує Дрю Саффіна, студента медичного факультету Вінстонського університету. Хоча повідомляється небагато деталей, але є часті натяки на темне минуле Дрю, включно з попереднім відрахуванням в медичному університеті. Він у відносинах з Деніз Магоні.
- Дейв Франко зображує Коула Аронсона, зарозумілого студента медичного факультету Вінстонського університету, родина якого пожертвувала значні гроші на будівництво нової лікарні Святого Серця, і тому вважає себе недоторканним. Після того, як у нього виявили рак шкіри, а згодом після успішної операції настала ремісія, Коул переосмислює своє життя і вирішує спеціалізуватися на хірургії. Він у відносинах з Люсі Беннетт.

## Спін-оф
У 2009 році вийшов 12-серійний спіноф «Клініка: Інтерни» (англ. Scrubs: Interns) у вигляді «відеоблогу», який начебто ведуть молоді інтерни лікарні «Святе серце», що з'явилися у восьмому сезоні основного серіалу: Кейт Коллінз (акторка Бетсі Бетлер), Деніз Магоні (Еліза Куп), Гауї (Тодд Бослі), Сонечко / Санні, Соня Дей (Сонал Шах) та «Інтерн» (акторка Дже Гітч).

## Список сезонів серіалу
| Сезон | Кількість епізодів | Роки показу        | Роки показу       | Рейтинг в США            | Канал трансляції |
| Сезон | Кількість епізодів | Початок трансляції | Кінець трансляції | Рейтинг в США            | Канал трансляції |
| ----- | ------------------ | ------------------ | ----------------- | ------------------------ | ---------------- |
| 1     | 24                 | 2 жовтня, 2001     | 21 травня, 2002   | 11,2 мільйонів глядачів  | NBC              |
| 2     | 22                 | 26 вересня, 2002   | 17 квітня, 2003   | 10,41 мільйонів глядачів | NBC              |
| 3     | 22                 | 2 жовтня, 2003     | 4 травня, 2004    | 10,41 мільйонів глядачів | NBC              |
| 4     | 25                 | 31 серпня, 2004    | 10 травня, 2005   | 6,9 мільйонів глядачів   | NBC              |
| 5     | 24                 | 3 січня, 2006      | 16 травня, 2006   | 6,4 мільйонів глядачів   | NBC              |
| 6     | 22                 | 30 листопада, 2006 | 17 травня, 2007   | 6,41 мільйонів глядачів  | NBC              |
| 7     | 11                 | 25 жовтня, 2007    | 8 травня, 2008    | 6,38 мільйонів глядачів  | NBC              |
| 8     | 18                 | 6 січня, 2009      | 6 травня, 2009    | 5,61 мільйонів глядачів  | АВС              |
| 9     | 13                 | 1 грудня, 2009     | 17 березня, 2010  | 3,83 мільйони глядачів   | АВС              |

### Сезон 1 (2001—2002)
| № | Назва                           | Режисер(и)    | Сценарист(и) | Вийшла в США   |
| - | ------------------------------- | ------------- | ------------ | -------------- |
| 1 | «Мій перший день» «My First Day | Адам Берштейн | Біл Лоренс   | 2 жовтня, 2001 |

Джей Ді, Тьорк та Еліот починають своє стажування в клініці «Sacred Heart». Нові стажери знайомляться з персоналом клініки — медичною сестрою Карлою Еспінозою, доктором Коксом та головним лікарем — доктором Келсо. Починається ворожнеча між Джей Ді та Прибиральником.
| 2 | «Мій наставник» «My Mentor» | Адам Берштейн | Біл Лоренс | 4 жовтня 2001 |

Еліот та Карла сваряться тому, що Еліот розповіла Келсо про помилку Карли. Тьорк намагається запросити Карлу на побачення. Джей Ді намагається відмовити свого пацієнта Віла Форте від паління, бо в того підозра на рак.
| 3 | «Помилка мого найкращого друга» «My Best Friend's Mistake» | Адам Берштейн | Ерік Ванйберг | 9 жовтня 2001 |

Джей Ді намагається поцілувати Еліот перед тим, як потрапити до «френд зони». Тьорк вперше намагається подружитись вперше за свою практику. Еліот звинувачує Келсо в сексизмі, коли він називає її «дорогенька» під час діагностичного обходу.
| 4 | «Моя старенька леді» «My Old Lady» | Марк Бакленд | Мет Тарсес | 16 жовтня 2001 |

Джей Ді намагається переконати його пацієнтку — 74-річну літню пацієнтку місіс Танер — не помирати. Тьорк стає другом його пацієнту, Девіду Морісону, після спільного перегляду футбольного матчу. Еліот вчить іспанську від Карли, щоб спілкуватись зі своєю пацієнткою.
| 5 | «Мої два батька» «My Two Dads» | Крейг Зіск | Гарет Донован | 23 жовтня 2001 |

Доктор Келсо та доктор Кокс змагаються за довіру Джей Ді. Еліот використовує свої груди для того, аби зцілити багатьох пацієнтів. Тьорк намагається зупинити Карлу, щоб вона не відкрила його подарунок — ручку, яку він знайшлов в коробці з «чийогось заду».
| 6 | «Моя біда» «My Bad» | Марк Бакленд | Габріель Аллан | 30 жовтня 2001 |

Джей Ді займається сексом з пацієнткою, а потім дізнається про те, що вона — колишня дружина доктора Кокса. Доктора Кокса відсторонює від роботи головний лікар — Боб Келсо та знаходиться під загрозою звільнення.
| 7 | «Моє Супер-Его» «My Super Ego» | Пітер Лойєр | Майк Шварц | 6 листопада 2001 |

Джей Ді намагається повернути собі славу найкращого стажера в змаганні з новеньким — Ніком Мердоком. Тьорк розуміє, що міг помилитись та цим вбити пацієнта.
| 8 | «Мої п'ятнадцять хвилин» «My Fifteen Minutes» | Лоренс Трілінг | Ерік Вайнберг | 16 листопада 2001 |

Джей Ді намагається вмовити доктора Кокса, щоб той написав йому рекомендацію. Тьорк драдується через те, що його називають «доктор чорний герой». Еліот розуміє, що дружби з Карли не вийде, коли та кинула її одну в барі.
| 9 | «Мій вихідний» «My Day Off» | Елоді Кін | Джана Баккен | 20 листопада 2001 |

Джей Ді госпіталізують з діагнозом — гострого апендициту та отримує день вихідного, але залишається в лікарні. Еліот розуміє, що медичні огляди, які вона проводить, є дещо жорсткими щодо пацієнтів. Коли Джей Ді відмовляється від того, щоб Тьорк його оперував, другий засмучується.
| 10 | «Мій нік» «My Nickname» | Метью Даймонд | Білл Лоренс | 27 листопада 2001 |

Дружба Джей Ді та Карли доходить до критичної точки, коли вони розуміють, що знання Джей Ді перевершують досвід Карли. Лікар Кокс бере нову пацієнтку разом з Еліот — Джил Трейсі. Тьорк та лікар Келсо змагаються за право в перерві відпочивати на лавці.
| 11 | «Мій особистий Ісус» «My Own Personal Jesus» | Джефі Мелман | Дебра Фордам | 11 грудня 2001 |

Джей Ді вірить та чекає на різдвяне диво. Еліот допомагає вагітній дівчині в безоплатній лікарні, але та зникає, коли їй ставлять діагноз — HELLP. Лікар Кокс просить Джей Ді записати на відео народження дитини його друзів.
| 12 | «Моє побачення всліпу» «My Blind Date» | Марк Бакленд | Марк Стейджман | 8 січня 2002 |

Джей Ді фліртує з пацієнткою, обличчя якої він не бачить. Лікар Кокс працює 24 години безперервно, щоб не дати пацієнту померти. Еліот намагається привернути увагу лікаря Кокса, щоб той дозволив їй допомогти йому. У Тьорка з'являється проблема в стосунках, після того, як він накричав на пацієнта.
| 13 | «Мій баланс» «My Balancing Act» | Майкл Спіллер | Ніл Голдман та Гарет Донован | 15 січня 2002 |

Джей Ді намагається розвивати свої стосунки з Алекс. У Тьорка та Карли з'являються проблеми в ліжку. Лікар Кокс рекомендує стажерам не боятись Келсо, після чого другого справді перестають боятись.
| 14 | «Мій друг-наркоман» «My Drug Buddy» | Майкл Спіллер | Мет Тарсес | 22 січня 2002 |

Джей Ді та Алекс розстаються якраз перед їх першим сексом. Тьорк зустрічає лікаря Кокса в туалеті і вони знайомляться трохи ближче одне з одним. Лікар Келсо підвозить Карлу до роботи і вони стають друзями.
| 15 | «Мій жарт в ліжку і більше» «My Bed Banter & Beyond» | Лоренс Трилінг | Габріель Алан | 5 лютого 2002 |

Джей Ді та Еліот проводять разом ніч, але потім їхні стосунки страждають від цього. Кожен з персоналу клініки розповідає, чому обрав професію, пов'язану з медициною.
| 16 | «Мій студент» «My Student» | Метью Даймонд | Марк Стейджмен та Дебра Фордем | 5 березня 2002 |

Джей Ді повинен допомогти некомпетентному студенту-медику Джошу добитись успіху як медик. Студент-медик Еліот — Філіп Чамберз відмовляється робити те, що вона йому доручає, через що відчуває себе безпомічною. Лікар Кокс зачарований студенткою-медиком Тьорка — Крістен.
| 17 | «Моє серце» «My Tuscaloosa Heart» | Лоренс Трілінг | Дебра Фордам, Марк Стейджман та Джанай Баккен | 12 березня 2002 |

Джей Ді переймається тим, що через його нехтування помер пацієнт. Тьорк, Еліот та Карла дізнаються, що в молодості лікар Боб Келсо писал романтичні пісні.
| 18 | «Мій старий» «My Old Man» | Адам Берштейн | Мет Тарсес | 9 квітня 2002 |

Батько Джей Ді приїжджає в місто та оселяється в нього. Батьки Еліот дуже багаті та вимагають від неї забагато. Карла розуміє, що вона дуже схожа на матір Тьорка і це її пригнічує.
| 19 | «Мій шлях» «My Way or the Highway» | Адам Берштейн | Ерік Вайнберг | 16 квітня 2002 |

Джей Ді бореться з Тьорком та Прибиральником, які рекомендують кожному пацієнту хірургічне втручання. Еліот розуміє, що ї подобається Шон — її пацієнт. Лікар Кокс злиться на Келсо за те, що той звільнив двох медсестер без причини.
| 20 | «Моє жертовне мовчання» «My Sacrificial Clam» | Марк Бакленд | Джен Баккен, Марк Стейджман та Дебра Форхам | 30 квітня 2002 |

Джей Ді випадково отримує укол голкою після інфікованого пацієнта та боїться зараження. Тьорк відчуває себе некомфортно через те, що він набирає вагу. Лікар Кокс береться йому допомогти. Стосунки Еліот та Шона переживають не найкращі часи через те, що вона багато часу приділяє роботі.
| 21 | «Моя поява» «My Occurrence» | Лоренс Трілінг | Біл Лоренс | 7 травня 2002 |

Бен Саліван (брат Джордан) потрапляє до лікарні та своєю поведінкою приносить багатьом дискомфорт. Бен дратує Джордан своїм постійним намаганням сфотографувати людей, які цього не хочуть та не очікують. Бен подобається Джей Ді. Коли він та Кокс дізнаються про те, що у Бена — лейкемія, відчувають себе спустошеними.
| 22 | «Мій герой» «My Hero» | Майкл Спіллер | Гарет Донован та Ніл Голдман | 14 травня 2002 |

Лікар Кокс хвилюється за Бена, якому необхідно робити хіміотерапію. Лікар Келсо обманом змушує Карлу та Еліот зізнатись, що вони насправді думають про нього. Тьорка дратує той факт, що в його операцію втручається Бонні Чанг (інший стажер).
| 23 | «Мій останній день» «My Last Day» | Майкл Спіллер | Габріель Алан та Майк Шварц | 21 травня 2002 |

Джей Ді проводить останній день в клініці як стажер. Це нагадує йому все, що він пережив за останній рік. Еліот дає знати Джордан, що вся лікарня знає про те, вони з лікарем Коксом досі сплять разом, незважаючи на їх розлучення. Джей Ді, Тьорк та Еліот перекидають одне до одного пацієнта, який їх дуже дратує — містера Бобера.

### Сезон 2 (2002—2003)
| № | Назва                                    | Режисер(и)     | Сценарист(и)    | Вийшла в США    |
| - | ---------------------------------------- | -------------- | --------------- | --------------- |
| 1 | «Моє серійне вбивство» «My Overkill»     | Адам Берсштейн | Білл Лоуренс    | 26 вересня 2002 |
| 2 | «Мій соловейко» «My Nightingale»         | Крейг Зіск     | Ерік Вейнберг   | 3 жовтня 2002   |
| 3 | «Мій повчальний приклад» «My Case Study» | Майкл Шиллер   | Габріель Аллан  | 10 жовтня 2002  |
| 4 | «Мій довгий язик» « My Big Mouth»        | Пол Куінн      | Марк Стейджменн | 17 жовтня 2002  |

## Українське багатоголосе закадрове озвучення

### Старе багатоголосе закадрове озвучення студії«Так Треба Продакшн»на замовлення телекомпанії «ICTV»
Ролі озвучували: Анатолій Пашнін, Ярослав Чорненький, Людмила Чиншева, Олена Бліннікова

### Нове багатоголосе закадрове озвучення студії «Так Треба Продакшн» на замовлення телеканалу «К1»
Ролі озвучували: Анатолій Пашнін, Дмитро Гаврилов, Володимир Терещук, Дмитро Терещук, Олена Бліннікова, Катерина Буцька

### Багатоголосе закадрове озвучення телеканалу «СТБ»
Ролі озвучували: Ярослав Чорненький, Михайло Тишин, Павло Скороходько, Наталя Романько-Кисельова

### Багатоголосе закадрове озвучення студії «1+1» на замовлення телеканалу «Paramount Comedy»
Ролі озвучували: Ярослав Чорненький, Євген Пашин, Олег Лепенець, Олесь Гімбаржевський, Олександр Завальський, Максим Кондратюк, Дмитро Завадський, Андрій Твердак, Павло Скороходько, Дмитро Рассказов-Тварковський, Андрій Альохін, Анатолій Зіновенко, Михайло Жонін, Андрій Федінчик, Юрій Кудрявець, Олександр Погребняк, Юрій Висоцький, Михайло Тишин, Олександр Солодкий, Андрій Соболєв, Роман Чорний, Дмитро Терещук, Наталя Романько-Кисельова, Юлія Перенчук, Катерина Буцька, Ганна Соболєва, Анна Дончик, Вікторія Москаленко, Анастасія Жарнікова-Зіновенко, Єлизавета Зіновенко, Ніна Касторф, Ірина Дорошенко, Тетяна Антонова, Лідія Муращенко, Лариса Руснак, Олена Узлюк, Ольга Радчук, Олена Яблочна, Наталя Ярошенко, Катерина Сергєєва